# Pesa Swing
Pesa Swing je plně nízkopodlažní tramvaj vyráběná polskou společností Pojazdy Szynowe Pesa Bydgoszcz v Bydhošti. Vznikla odvozením z typu Pesa Tramicus.
Koncepce tramvaje umožňuje variabilitu, takže je možné vyrobit různě dlouhé vozy se třemi až pěti články.

## Historie
- 9. května 2009 – podepsání smlouvy na dodávku 186 120Na tramvají pro Varšavu[1]
- 9. září 2009 – podepsání smlouvy na dodávku 35 tramvají 120NaG pro Gdaňsk[2]
- 22. října 2009 – podepsání smlouvy na dodávku 9 tramvají 120Nb pro Segedín[3]
- 22. července 2010 – podepsání smlouvy na dodávku 6 tramvají 120NaS pro Štětín[4]
- 22. března 2011 – podepsání čtyřleté rámcové smlouvy na dodávku 15 tramvají pro Bydhošť[5]
  - 7. srpna 2014 – podepsání výkonné smlouvy na dodávku 12 tramvají 122NaB[6]
- 27. března 2012 – podepsání rámcové dohody na dodávku 12 tramvají 120NaR pro Cluj-Napocu[7]
- 2012 – podepsání smlouvy na dodávku alespoň 1 tramvaje 121NaK pro Kaliningrad
- 25. října 2012 – podepsání smlouvy na dodávku 22 tramvají 120 120 NaS2 pro Štětín[8]
- 21. června 2013 – podepsání smlouvy na dodávku 20 tramvají 122NaSF pro Sofii[9]
- 18. prosince 2013 – podepsání smlouvy na dodávku 12 tramvají (6 typu 121NbT a 6 typu 122NbT) pro Toruň[10]
- 30.12.2014 – podepsání smlouvy na dodávku 22 tramvají 122NaL pro Lodž[11][12]
- 8. dubna 2015 – podepsání smlouvy o dodávce 5 tramvají 122NbTDuo pro Toruň[13][14]
- 27. ledna 2016 – podepsání smlouvy o dodávce 5 tramvají 122NaSF pro Sofii[15]
- 23. března 2017 – podepsání smlouvy na dodávku 18 tramvají pro Bydhošť[16]
- 3. dubna 2017 – podepsání smlouvy na dodávku 12 tramvají pro Lodž[17]
- 5. prosince 2017 – podepsání smlouvy o dodávce 3 tramvají pro Bydhošť[18]
- 29. ledna 2019 – podepsání smlouvy o dodávce 13 tramvají 122NaSF2 pro Sofii[19]

## Konstrukce
| Typ           | Počet článků | Délka   | Šířka  | Rozchod | Míst k sezení | Zdroj                              |
| ------------- | ------------ | ------- | ------ | ------- | ------------- | ---------------------------------- |
| 120Na         | 5            | 30,12 m | 2,35 m | 1435 mm | 40+4          | [ 20 ] [ 21 ] [ 22 ]               |
| 120NaDuo      | 5            | 30,12 m |        | 1435 mm | 28+4          | [ 23 ]                             |
| 120NaG        | 5            | 30,12 m | 2,35 m | 1435 mm | 40+4          | [ 20 ]                             |
| 120NaR        | 5            |         |        | 1435 mm | 40 lub 44     | [ 24 ] [ 7 ] [ 25 ]                |
| 120NaS        | 5            | 31,82 m | 2,35 m | 1435 mm | 61            | [ 26 ]                             |
| 120NaS2       | 5            | 30,12 m |        | 1435 mm | 40+4          | [ 27 ] [ 28 ]                      |
| 120Nb         | 5            | 30,12 m | 2,35 m | 1435 mm | 42+4          | [ 20 ]                             |
| 121NaB        | 3            | >19 m   | 2,35 m | 1000 mm | 25            | [ 16 ] [ 29 ] [ 30 ] [ 31 ] [ 32 ] |
| 121NaK        | 3            | 19,35 m |        | 1000 mm | 23+4          | [ 33 ]                             |
| 121NbT        | 3            | 19,37 m | 2,35 m | 1000 mm | 25            | [ 10 ]                             |
| 122NaB        | 5            | 30,12 m | 2,35 m | 1000 mm | 40            | [ 6 ] [ 34 ] [ 35 ]                |
| Bydgoszcz 2   | 5            | 30,12 m | 2,35 m | 1000 mm | 53            | [ 36 ] [ 29 ] [ 30 ]               |
| 122NaL (2015) | 5            | 30,50 m | 2,4 m  | 1000 mm | 40            | [ 11 ]                             |
| 122NaL (2018) | 5            | 30,50 m | 2,4 m  | 1000 mm | 44+6          | [ 17 ] [ 37 ] [ 38 ]               |
| 122NaSF       | 5            | 30,12 m | 2,3 m  | 1009 mm | 41            | [ 9 ] [ 39 ]                       |
| 122NaSF2      | 5            | ~30 m   | 2,3 m  | 1009 mm | 41            | [ 40 ]                             |
| 122NbT        | 5            | 30,12 m | 2,35 m | 1000 mm | 40            | [ 10 ]                             |
| 122NbTDuo     | 5            | ~30 m   | 2,35 m | 1000 mm | 28            | [ 13 ] [ 41 ]                      |

### 121Na

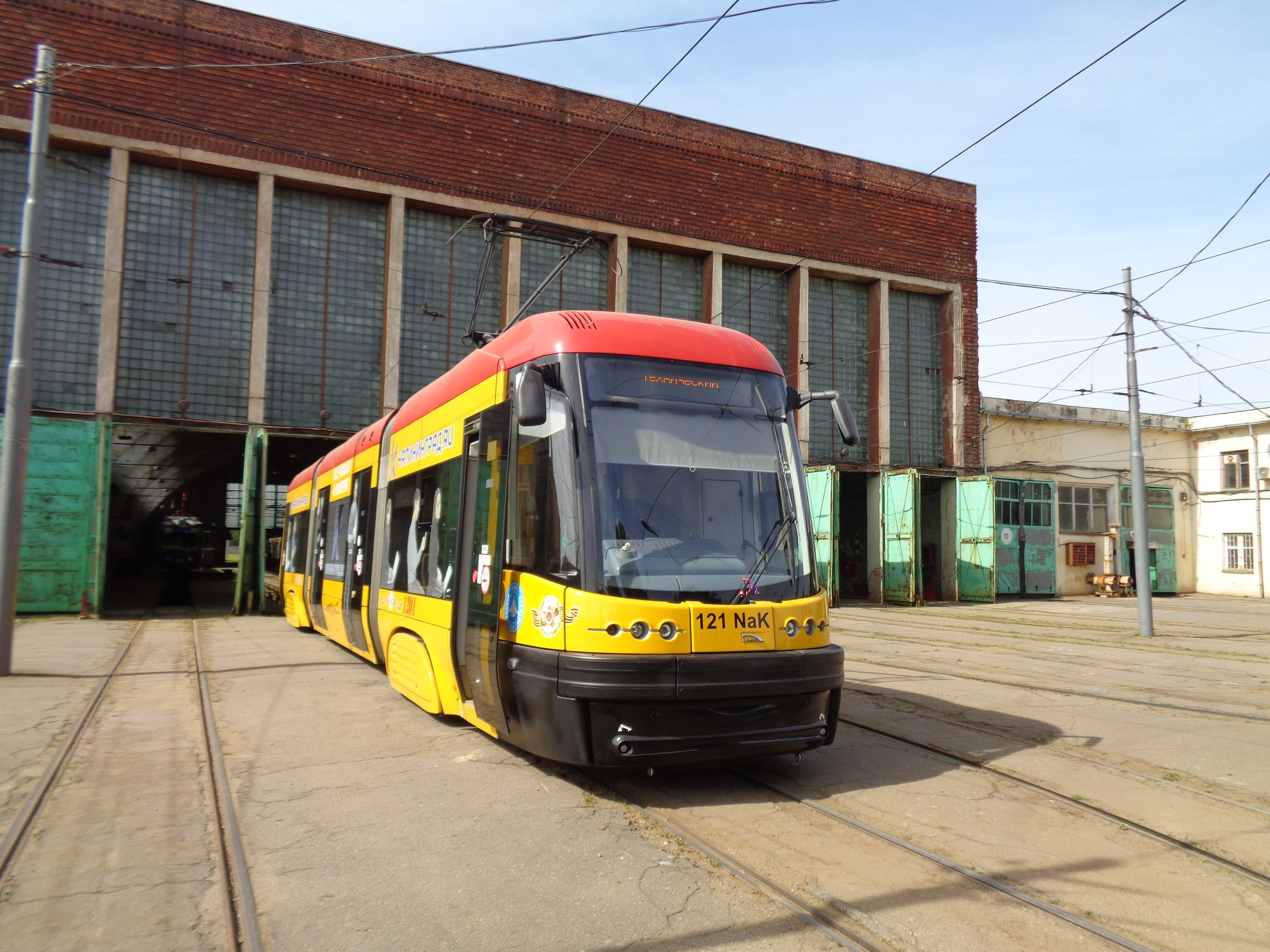
Prototypová tramvaj 121NaK v Kaliningradě

121Na je typ polské tříčlánkové nízkopodlažní tramvaje, která vycházela z pětičlánkového typu 120Na. Jde o vůz vyvinutý pro ruský Kaliningrad (typ 121NaK) a polský Bydhošť (121NaB), určený pro úzký rozchod koleje 1000 mm. 121Na je jednosměrný čtyřnápravový motorový plně nízkopodlažní tramvajový vůz, který se skládá z tří článků navzájem spojených klouby. Vstup do vozu zajišťují čtvery předsuvné dveře (dvoje dvoukřídlé a dvoje jednokřídlé). První a třetí článek je posazen na podvozcích, druhý je zavěšen mezi nimi. Všechny podvozky jsou hnací. Elektrický proud je z trolejového vedení odebírán pantografem umístěným na střeše předního článku. V podvozcích se nachází dva asynchronní motory, každý pohání jednu nápravu. Tramvaj 121Na je vybavena elektrickou výzbrojí s IGBT tranzistory. Kabina řidiče se nachází v jednom čele vozidla, v zadním čele je umístěn pouze manipulační panel. Vozy jsou vybaveny klimatizací kabiny řidiče i salónu pro cestující.

## Dodávky
| Současný stát   | Město           | Typ             | Roky dodávek    | Počet vozů |                      |
| --------------- | --------------- | --------------- | --------------- | ---------- | -------------------- |
| Polsko          | Varšava         | 120Na           | 2010–2013       | 180        | [ 42 ]               |
| Polsko          | Varšava         | 120NaDuo        | 2012            | 6          | [ 42 ]               |
| Polsko          | Gdaňsk          | 120NaG          | 2010–2011       | 35         | [ 42 ]               |
| Polsko          | Štětín          | 120NaS          | 2010–2011       | 6          | [ 42 ]               |
| Polsko          | Štětín          | 120NaS2         | 2013–2014       | 22         | [ 42 ]               |
| Polsko          | Bydhošť         | 122NaB          | 2015–2016       | 12         | [ 10 ] [ 43 ] [ 44 ] |
| Polsko          | Bydhošť         | 122NaB-10       | od 2018         | 7 z 15     | [ 16 ]               |
| Polsko          | Bydhošť         | 121NaB          | 2017-2018       | 6          | [ 16 ] [ 32 ]        |
| Polsko          | Toruň           | 121NbT          | 2015            | 6          | [ 10 ]               |
| Polsko          | Toruň           | 122NbT          | 2014–2015       | 6          | [ 10 ]               |
| Polsko          | Toruň           | 122NbTDuo       | 2015            | 5          | [ 45 ] [ 46 ] [ 14 ] |
| Polsko          | Lodž            | 122NaL          | 2015–2016       | 22         | [ 47 ]               |
| Polsko          | Lodž            | 122NaL          | 2018            | 12         | [ 48 ] [ 49 ]        |
| Maďarsko        | Segedín         | 120Nb           | 2011–2012       | 9          | [ 50 ]               |
| Rumunsko        | Cluj-Napoca     | 120NaR          | 2012            | 4          | [ 51 ] [ 7 ]         |
| Rusko           | Kaliningrad     | 121NaK          | 2012            | 1          |                      |
| Bulharsko       | Sofie           | 122NaSF         | 2013–2014, 2016 | 25         | [ 52 ] [ 15 ] [ 53 ] |
| Bulharsko       | Sofie           | 122NaSF2        |                 | 0 z 13     | [ 19 ]               |
| Celkově dodáno: | Celkově dodáno: | Celkově dodáno: | Celkově dodáno: | 364 / 378  |                      |